# 蘇我倉山田石川麻呂
蘇我倉山田 石川麻呂（そがのくらやまだ の いしかわまろ/そがのくらのやまだのいしかわ の まろ）は、飛鳥時代の豪族。名称は「蘇我倉山田麻呂」「蘇我石川麻呂」「倉山田臣」「山田臣」「山田大臣」などとも。蘇我倉麻呂の子。官位は右大臣。蝦夷は伯父、入鹿は従兄弟に当たる。

## 経歴
『藤氏家伝』によると、「剛毅果敢にして、威望亦た高し」と評される傑物であったとされている。
皇極天皇3年（644年）、鎌足の案により、石川麻呂の長女を中大兄皇子にめあわせることになったが、契りのできた夜に、長女は一族の日向（身狭・身刺）に奪われてしまった。石川麻呂は憂え恐縮し、なすすべを知らなかったが、父の苦境を知った妹（遠智娘）がかわりに中大兄の妃となることで解決した、という。
皇極天皇4年（645年）、中大兄皇子が中臣鎌足と共謀して蘇我入鹿の誅殺を謀った際（乙巳の変）、共に計画に賛同した。これは、蝦夷から入鹿への大臣の継承を石川麻呂（蘇我倉氏）が快く思っていなかったからである。
入鹿の暗殺の合図となる朝鮮使の上表文を大極殿で読み上げた。その時、暗殺がなかなか実行されなかったため、文を読み上げながら震えて冷や汗をかいたと言われる。そのことを不審に思った入鹿に「何故震えている」と問われたが、石川麻呂は「帝の御前だからです」と答えた。入鹿暗殺後、脱出した古人大兄皇子が述べた「韓人（からひと）、鞍作（入鹿）を殺しつ」（「原文：韓人殺鞍作臣」）の韓人とは、朝鮮使を暗殺者たちと誤認したものと思われるが、先祖にその名を持つ蘇我倉山田石川麻呂を指すという説もある。
その後、改新政府において右大臣に任命される。大化5年（649年）3月に、異母弟の日向に石川麻呂が謀反を起こそうとしていると讒言された。この讒言を信じた中大兄皇子は孝徳天皇に報告し、孝徳は2度マヘツキミを石川麻呂のもとに派遣して事の虚実を問わせた。石川麻呂は使者に対して、直接孝徳に陳弁したいと答えたところ、孝徳により派遣された蘇我日向と穂積咋が兵を率いて山田寺を包囲した。長男の興志は士卒を集めて防ぐことを主張したが、結局石川麻呂は妻子8人と共に山田寺で自害した。

## 考証
石川麻呂誣告事件の特色は、「改新政府」の権力分裂として、起こるべくして起こったものである。「改新政府」を構成していたのは、非蘇我系王族、中大兄皇子の側近、左右大臣を頂点とするマヘツキミ層という3つの勢力であった。『日本書紀』には、事件の前年4月に新しい冠位制が施行され「古き冠」が廃されたが、左右大臣のみは大化前代以来の紫冠を着し続けたという記事が見えるが、これは王権と左右大臣との分裂を象徴していると考えられる。この記事の翌年3月に左大臣・阿倍内麻呂が死去し、その直後に右大臣の石川麻呂が葬られ、4月には巨勢徳太と大伴長徳に新冠位の大紫冠が授けられて、左右の大臣に任じられている。また、中大兄皇子は、『日本書紀』が語るような、密告を信用して外戚の石川麻呂を殺してしまい、のちになって彼の無実を知って悲しむというような短絡的な人物ではありえず、石川麻呂の「謀反」の一連の流れも、中大兄皇子が、王権の主導する新政に容易に服そうとしない左右大臣を、左大臣の死をきっかけに一気に粛清しようとした権力闘争の現れ、あるいはそれによって新政に不満を持つマヘツキミ層への示威を行おうとしたと考えられる。日向によって密告された石川麻呂の罪状が中大兄皇子を害することであったにもかかわらず、石川麻呂が中大兄皇子ではなく孝徳に身の潔白を陳述したいという態度を見せているのは、王権内部における権力の分裂を示していると見ることができ、この事件を主導した人物が中大兄皇子であることを暗示している。
また、石川麻呂を讒言し、「将」として山田寺を囲んだのが異母弟の日向であったというのは、蘇我氏内部における分裂と抗争を明確に示している。既に大化元年の古人大兄皇子の「謀反」の首謀者の筆頭に、蘇我氏同族の蘇我田口川堀が挙げられているように、乙巳の変の直後から蘇我氏の内部抗争は表面化していたのであるが、ここに至って兄弟の直接対決にまでなったと考えられる。
さらに、氏族内部の抗争が、王権への「謀反」やその密告という形をとって行われるところに、日本古代氏族の権力基盤の脆弱さを読み取ることができる。蘇我日向が対立する異母兄を倒すためには、その「謀反」を捏造して王権が派遣した追討軍に征伐してもらわねばならず、その結果、自分は石川麻呂の代わりに身の保全と栄達を王権側から約束された。日向が拝された筑紫大宰は、7世紀には多く皇親が拝されていることから、世の人に「隠流し」と噂されるような職ではなく、破格の昇進であったと考えられるが、彼のその動向は伝えられてはおらず、歴史の闇に葬り去られたことがわかるように、結局は日向を利用した中大兄皇子の方が一枚上手であった。

## 蘇我満智のクラ伝承について
『古語拾遺』に見える蘇我満智の伝承は、蔵関係の伝承を語ることから、6・7世紀における蘇我氏の朝廷のクラ管掌という史実を遡らせ、蘇我氏の中でもクラを管掌した蘇我倉氏や、その末裔である石川氏によって作られた伝承であり、秦氏や石川麻呂（蘇我倉氏）の家伝に基づいて造作された可能性も存在する。

## 系譜
- 父：蘇我倉麻呂
- 母：不詳
- 妻：不詳
- 生母不明の子女
  - 長男：蘇我興志
  - 次男：蘇我法師[4]
  - 三男：蘇我赤猪[4]
  - 女子：遠智娘 - 中大兄皇子（後の天智天皇）妃
  - 女子：姪娘 - 天智天皇妃
  - 女子：乳娘 - 孝徳天皇妃
  - 女子：名称不明 - 蘇我日向妻[5]
  - 女子：名称不明[6]
  - 女子　造媛-天智天皇妃

中大兄皇子の妃となった遠智娘は、大田皇女（伊勢斎宮となった大来皇女、大津皇子の母）、鸕野讚良皇女（後の持統天皇）、建皇子（夭逝）を、またもう一人の娘・姪娘は御名部皇女（御名部内親王。高市皇子妃。長屋王の母）と阿閇皇女（後の元明天皇。草壁皇子妃）を産んでいる。
なお、石川麻呂の子孫は、石川氏を、のちに宗岳氏を名乗るようになる。蘇我氏の祖とされる蘇我石川宿禰は名前から見て、石川麻呂もしくはその子孫が創作した架空の人物であるとする説もある。

## 墓
- 大阪府南河内郡太子町仏陀寺古墳
- 岐阜県各務原市蘇原宮塚町の伝蘇我倉山田石川麻呂の墓
- 帯解黄金塚陵墓参考地は舎人親王の陵墓とされていたが、2009年の発掘調査でそれよりも古い推古天皇から舒明天皇の時代のものとわかり、石川麻呂の墓所ではとの説がある[7]。

蘇我氏略系図 SVGで表示（対応ブラウザのみ）

## 参照
1. ↑  「蘇我倉山田石川麻呂」の姓・名の区分には文献により異同がある。
  - 「石川麻呂」を名とする文献：『日本人名大辞典』（講談社）、『国史大辞典』（吉川弘文館）、『日本古代氏族人名辞典 普及版』（吉川弘文館）
  - 「麻呂」を名とする文献：『日本大百科全書（ニッポニカ）』（小学館）、『世界大百科事典 第2版』（平凡社）
2. ↑  倉本一宏『蘇我氏　古代豪族の興亡』（中央公論新社、2015年）
3. 1 2 3 4 5 6 7 8 9 10 11 12  倉本一宏『蘇我氏　古代豪族の興亡』（中央公論新社　2015年）
4. 1 2  『日本書紀』孝徳天皇大化5年3月24日条
5. ↑  『日本書紀』皇極天皇年正月1日条
6. ↑  『日本書紀』孝徳天皇大化5年3月25日条
7. ↑  大和の古墳探索 -帯解黄金塚古墳-

| 公職                  | 公職             | 公職          |
| --------------------- | ---------------- | ------------- |
| 先代 蘇我蝦夷（大臣） | 右大臣 645 - 649 | 次代 大伴長徳 |